# Аникино
Ани́кино (рос. Аникино) — село у складі Могочинського району Забайкальського краю, Росія. Входить до складу Семиозернинського сільського поселення.

## Населення
Населення — 2 особи (2010; 3 у 2002).
Національний склад (станом на 2002 рік):
- росіяни — 100 %